# Dykkerdrengen
Dykkerdrengen er en dansk børnefilm fra 2002, der er instrueret af Morten Giese efter manuskript af ham selv og Kim Leona.

## Handling
Den tiårige Anders, der er besat af dykning, bor i en lejlighed sammen med sin alkoholiske far, der selv har en fortid som sportsdykker. Skønt de på grund af farens misbrug er under skarpt opsyn af de sociale myndigheder, er Anders 100% loyal. For det er stillet i udsigt, at hvis faren holder sig fra flasken, kan de sammen rejse til syden og holde en dykkerferie. Anders køber ind, laver mad og holder facaden overfor de udefrakommende, men da de når ned til varmen og den billige sprut, bliver situation uoverskuelig for Anders.

## Medvirkende
- Luke McQuillan - Anders
- Mads Mikkelsen - Anders' far
- Malene Schwartz - Farmor
- Helle Fagralid - Rejseleder